# Juan Vicente Herrera
Juan Vicente Herrera Campo (Burgos, 23 de enero de 1956) es un abogado y político español del Partido Popular (PP). Fue presidente de la Junta de Castilla y León (2001-2019), procurador en las Cortes de Castilla y León (1995-2019) y presidente del Partido Popular de Castilla y León (2002 y 2017).

## Biografía

### Primeros años
Nació el 23 de enero de 1956 en Burgos, como el mayor de cuatro hermanos en el seno de una familia acomodada; su padre era propietario de diferentes negocios en Burgos y su madre, estaba vinculada familiarmente con los propietarios al frente de Almacenes Campo.
Cursó estudios de Derecho en la Universidad de Navarra, en la que se licenció en 1978. Ejerció como abogado en Burgos y Madrid entre 1987 y 1992.
Amigo de Fernando Becker, consejero de Economía y Hacienda de la Junta de Castilla y León, este le escogió en 1992 como su número dos en sustitución de Roberto Escudero, desempeñando el cargo de secretario general en la consejería hasta 1995. En 1993 sustituyó a Juan Carlos Aparicio al frente del Partido Popular burgalés.

### Diputado regional
Cabeza de lista de la candidatura del PP en la provincia de Burgos en las elecciones a las Cortes de Castilla y León de 1995, resultó elegido diputado de la iv legislatura del parlamento autonómico y pasó a desempeñar igualmente la portavocía del Grupo Popular en la cámara. Herrera, que repitió puesto en la lista de Burgos del PP para las elecciones de 1999, fue reelegido diputado para la v legislatura.
En febrero de 2001, con el nombramiento del presidente de la Junta, Juan José Lucas, como ministro de Presidencia, Juan Vicente Herrera fue designado por el PP como candidato a sucederle como máximo responsable del gobierno regional.

### Presidencia de la Junta de Castilla y León

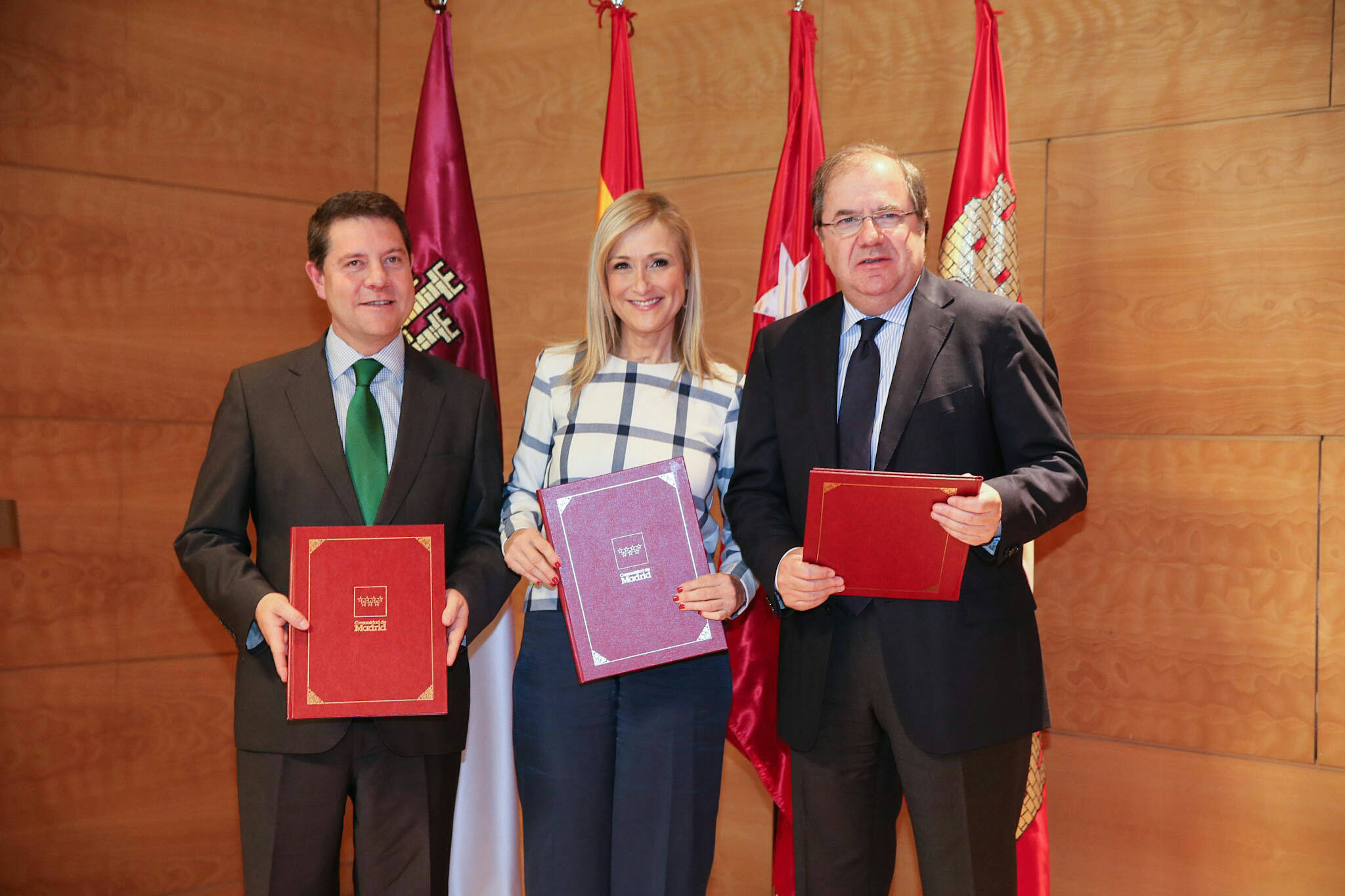
Fotografiado en octubre de 2015 junto a sus homólogos en la Comunidad de Madrid y en Castilla-La Mancha, Cristina Cifuentes y Emiliano García-Page.

Investido por el parlamento regional el 15 de marzo de 2001, tomó posesión como presidente de la Junta de Castilla y León el 19 de marzo en un acto celebrado en el monasterio de Nuestra Señora del Prado. Volvería ser reinvestido por el pleno de las Cortes para cuatro mandatos sucesivos más como presidente del ejecutivo autonómico, tras las elecciones de 2003, 2007, 2011 y 2015, a las cuales se presentó, como en las anteriores, como candidato a diputado regional en el número 1 de la lista del PP por Burgos.
Elegido secretario general del Partido Popular de Castilla y León (PPCyL) el 18 de junio de 2001 en sustitución de Jesús Merino, menos de un año más tarde, en febrero de 2002, fue nombrado presidente de la organización, posición que fue refrendada en octubre de ese mismo año en el IX Congreso Regional de la formación celebrado en León.
Herrera declinó definitivamente la posibilidad de presentarse a las primarias de marzo de 2017 para presidir la agrupación regional del PP; en estas el secretario general del PPCyL Alfonso Fernández Mañueco se impondría a Antonio Silván, sucediendo así el primero a Herrera al frente de la organización con la celebración del XIII congreso regional del 1 de abril de 2017.
Compareció ante el tribunal en 2024 para declarar sobre el caso «Perla Negra» en el que estaba implicado exviceconsejero de Economía de la Junta de Castilla y León, Rafael Delgado, y la exviceconsejera Begoña Hernández.

## Cargos desempeñados
- Secretario general de la Consejería de Economía y Hacienda de la Junta de Castilla y León (1992-1995).
- Presidente del PP de Burgos (1993-2001).
- Procurador (diputado) por la provincia de Burgos en las Cortes de Castilla y León (1995-2019).
- Portavoz del PP en las Cortes de Castilla y León (1995-2001).
- Presidente de la Junta de Castilla y León (2001-2019).
- Secretario general del PP de Castilla y León (2001-2002).
- Presidente del PP de Castilla y León (2002-2017).